# Otevřený dialog
Otevřený dialog (švédsky Åpne samtaler, finsky Avoimen dialogin hoitomalli a anglicky Open Dialogue, OD) je psychoterapeutický přístup v oblasti duševního zdraví, který vznikl v nemocnici Keropoudas v regionu Západní Laponsko ve Finsku, kde se od roku 1984 předává mezi nemocničními týmy. Otevřený dialog je zároveň filozofický a organizační přístup, který se stal vzorem pro psychiatrické služby v této oblasti.
Vychází z dialogických zásad Michaila Bachtina a síťového pohledu na lidské chování, který čerpá z prací Gregory Batesona a Palo-Alto skupiny, s cílem vytvořit metodiku pro péči o pacienty v psychotické krizi.
Tento přístup vychází z filozofie týmové práce, demokratického sdílení kompetencí mezi všemi pečujícími profesionály včetně psychiatrů, psychologů, zdravotních sester a sociálních pracovníků, modelu řízení krize zaměřeného na pacienta bez systematického využívání hospitalizace či antipsychotik, zaměření na emoce prožívané osobou v krizi namísto jejích symptomů a snahy o integraci pacienta do komunity (viz komunitní psychiatrie).
Model péče založený na otevřeném dialogu je součástí nových doporučení Světové zdravotnické organizace (WHO), jejichž cílem je podpořit orientaci na zotavení a respektování lidských práv v rámci služeb psychiatrické péče.

## Filozofie
Hlavními pilíři jsou mnohohlasnost (polyfonie) a akceptace nejistoty. Teoretický rámec staví na práci Colwyna Trevarthena, jenž popisuje, že dítě je od narození součástí dialogického propojení se svým sociálním prostředím, a na konceptu Michaila Bachtina, který tvrdí, že smysl dialogu nevytváří žádná z jednotlivých stran, ale prostor mezilidské interakce.
Terapie vznikla rozšířením systémové terapie Gregoryho Batesona a kombinuje prvky rodinné terapie milánské školy. Oba přístupy zdůrazňují, že psychotické projevy a chování jsou adaptivní reakcí na tzv. dvojnou vazbu (situaci protichůdných požadavků).

### Každý výrok vyžaduje odpověď
Podle Bachtina (1975) „pro slovo (a tedy i pro lidskou bytost) neexistuje nic děsivějšího než absence odpovědi“. Respektování dialogického principu znamená, že každý výrok vyžaduje odpověď, aby získal smysl – proto se členové týmu snaží reagovat na pronesené. Odpověď neznamená poskytnout vysvětlení nebo interpretaci, ale spíše skrze reakci demonstrovat, že si člověk všiml sdělení, a pokud možno otevřít nový úhel pohledu na danou výpověď.

### Kritika monologických verbálních interakcí
Verbální výměna mezi pacientem a lékařem ohledně srdeční příhody je příkladem meziosobního monologického diskurzu. Lékař je při svých dotazech na pacienta veden souborem příznaků a pokynů k potvrzení diagnózy. Pacientovy odpovědi lékaři jsou pod kontrolou tohoto monologického diskurzu. V situacích traumatu (viz dekompenzace) má komunikace mezi členy sítě zasažené extrémní situací tendenci přecházet k monologu. Konverzace přetrvává převážně v monologické rovině, která je v takových situacích nevhodná, protože nemohou vzniknout žádné nové myšlenky. Pro překonání této situace musí členové sítě přejít k dialogu, avšak dialog je ze své podstaty nepředvídatelný, a proto pro osoby zápasící s traumatickou situací obzvlášť ohrožující.

## Průběh
Model Otevřeného dialogu vychází z představy, že duševní potíže jsou spíše přirozenou reakcí jedince na obtížné životní situace než příznakem nemoci. Tyto reakce nabývají podoby problému či symptomu pouze v určitém kontextu, což znamená, že nelze jejich příčinu přisuzovat výhradně vlastnostem daného člověka. Protože se tyto obtíže chápou jako interakční problémy, model nestaví léčbu pouze na jednotlivci, ale zaměřuje se na celou sociální síť zasaženou náročnou situací. Cílem péče je vytvořit sdílené porozumění problému a podpořit autonomii i zdroje pacienta a jeho blízkých skrze společné procesy interpretace a rozhodování. Dialogem a sociálními sítěmi řízená péče se tak liší od tradičního přístupu, který zdůrazňuje příznaky a jednotlivce a je primárně řízený odborníky.
V 80. a 90. letech 20. století byly v rámci regionálních rozvojových projektů v oblasti finské nemocnice Länsi-Pohja provedeny retrospektivní výzkumy procesů psychiatrické péče. Výzkumy ukázaly, že v úspěšném procesu péče bylo přítomno sedm prvků, které byly spojeny s lepší prognózou. Těchto sedm prvků se následně stalo sedmi principy léčebného modelu otevřeného dialogu. Tyto principy popisují jak způsob interakce s osobou v obtížné situaci, tak metody organizace služeb, jež takovou interakci podporují. Neznamená to však, že stávající léčebné metody jsou vyloučeny, jakmile je dosaženo společného porozumění situaci. V rámci modelu péče je každý princip považován za nezbytný a rovnocenný pro úspěšný dialogický přístup. V oblasti nemocnice Länsi-Pohja byly tyto principy aplikovány na veškerou péči o duševní zdraví, bez ohledu na diagnózu, při zavádění tohoto modelu.
Principy, na nichž je založen přístup Otevřeného dialogu, jsou následující:
1. Poskytnout okamžitou pomoc zorganizováním prvního setkání s účastí osoby v psychotické krize do prvních 24 hodin.[12] Předpokládá se, že okamžitá reakce umožní identifikovat faktory vyvolávající krizi. V tomto modelu je krize chápána jako příležitost k transformaci. K zajištění tohoto přístupu je nutná nepřetržitá dostupnost služby pro kohokoli bez nutnosti doporučení. Každý kontakt musí být řešen přímo, bez přesměrování na jiné služby. Pokud jsou vyžadovány další odborné znalosti, mohou být zástupci jiných služeb přizváni k účasti na síťových setkáních v jakékoli fázi léčby.[11]
2. Poskytnout pomoc s přijetím perspektivy sociální sítě, kdy jsou k prvním setkáním přizváni klíčoví členové blízkého okolí dané osoby – rodina, přátelé, sousedé, zaměstnavatelé nebo dobrovolní asistenti.[12] Model péče vychází z představy, že duševní problémy se primárně projevují v interakcích mezi lidmi. Proto se klade důraz na rovnoprávný dialog během léčby, do něhož jsou zapojeni nejen pacient a zdravotnický personál, ale všichni, kdo mohou přispět k řešení situace. Zapojení sociální sítě do procesu péče je v tomto modelu považováno za zásadní, protože krize se může snadno opakovat, pokud osoba po ukončení léčby postrádá sociální kontakty nebo smysluplné vztahy.[11] Hlavním cílem modelu je vytvořit společné porozumění situaci mezi všemi zúčastněnými stranami. Zařazení různých aktérů do sítě slouží ke zlepšení šíření informací, sdílení zdrojů a snížení redundantní práce.[13]
3. Projevovat flexibilitu a mobilitu, neboť není stanoven žádný pevný léčebný plán, dokud osoba zůstává v krizovém stavu. Setkání se zpravidla konají v domácím prostředí daného člověka a probíhají denně po dobu trvání krize.[12] Cílem je rychle integrovat péči do reálného života pacienta, aby bylo možné efektivněji působit na stresové faktory a prvky přispívající k psychické nepohodě. Péče je pružně přizpůsobována konkrétní situaci a potřebám zúčastněných osob. Záměrem je komplementárně spojovat stávající léčebné metody, nikoli je vnímat jako konkurenční.[11]
4. Zodpovědné jednání je klíčové – zdravotnický tým, který přijme první kontakt, organizuje nejen úvodní setkání, ale i veškeré následné léčebné postupy včetně případné hospitalizace.[12] Léčebná rozhodnutí se přijímají kolektivně, bez přehazování zodpovědnosti mezi stranami. Lékař sice formálně nese odpovědnost za průběh péče, ale model usiluje o rovnoměrné rozdělení rozhodovacích pravomocí mezi všechny zúčastněné, včetně pacientovy sociální sítě (rodiny, přátel apod.). Podle tohoto principu má terapeut, který jako první přijme žádost o pomoc, povinnost zajistit úvodní setkání všech relevantních stran. Terapeuti přítomní na tomto setkání následně bez ohledu na svou specializaci (např. psycholog, sociální pracovník) zodpovídají za udržování kontaktu s pacientem a podporu dialogického přístupu. Model zároveň požaduje, aby všichni pracovníci měli dostatečné vzdělání v psychoterapii nebo příbuzném oboru, a to bez ohledu na jejich původní profesní zaměření.[11]
5. Zachování psychologické kontinuity je zásadní – tým, který zahájí péči, zůstává odpovědný po celou dobu léčby. Používá se integrovaný přístup, jenž v případě potřeby kombinuje individuální terapie nebo rehabilitační metody. Členové pacientova blízkého okolí (rodina, přátelé) se i nadále účastní setkání, a rozhodnutí o léčbě se společně diskutují v rámci rodinných konzultací.[12] Tým přebírá odpovědnost za celý proces péče, ať už probíhá v nemocnici nebo ambulantně. Klíčové je, aby stejní členové týmu zůstali zapojeni napříč různými fázemi léčby – tím se udržuje vzájemné porozumění a důvěra budovaná otevřeným dialogem, což eliminuje nutnost proces znovu opakovat. Aby tato kontinuita fungovala, musí být tým od počátku dostatečně početný a péče je organizována především formou práce ve dvojicích.
6. Snášet nejistotu, tedy vyhýbat se předčasným závěrům nebo unáhleným rozhodnutím ohledně léčby. O nasazení antipsychotik se rozhoduje až po několika sezeních před jejich aplikací.[12] Pro podporu dialogické interakce, rozmanitosti pohledů a společného porozumění je zásadní, aby předsudky a předem utvořené představy příliš nedominovaly interpretacím odborníků, což by mohlo ovlivnit obsah komunikace na počátku krize. Tímto způsobem se předchází ukvapeným diagnostickým závěrům a léčebným rozhodnutím, zatímco okamžitá pomoc je poskytována na základě kolektivně posouzených potřeb. Přijetí postoje „nevědění“ a akceptace následné nejistoty vyžaduje, aby se všechny zúčastněné strany cítily dostatečně bezpečně během akutní fáze krize. Proto se po celou dobu krize organizují pravidelné schůzky. Jakmile je dosaženo společného porozumění situaci, lze využít a přizpůsobit všechny existující léčebné metody. Tento přístup například umožňuje snížit užívání antipsychotik a zabránit zbytečnému prodlužování léčebného procesu.[11]
7. Podporovat dialog tím, že se členové sociální sítě dané osoby vyzývají k hledání nových způsobů porozumění a komunikace mezi účastníky.[12] Hlavním cílem modelu Otevřeného dialogu je nastolit rovnoprávný dialog. Pro zvýšení transparentnosti a autonomie zúčastněných stran musí být všechny perspektivy a rozhodnutí týkající se léčby či situace otevřeně projednány mezi všemi dotčenými stranami. Model navíc usiluje o zapojení pacienta a jeho blízkých do společného rozhodovacího procesu, přičemž je povzbuzují, spolu s ošetřujícím týmem, k převzetí kolektivní odpovědnosti za postup procesu – to umožňuje efektivněji přenést léčbu do reálného prostředí pacienta.[9] Bylo zjištěno, že rovnocenné a respektující setkávání s jednotlivci může přispět k řešení situace, neboť umožňuje hlubší vzájemné porozumění a plné uchopení problémů.[7] Toto porozumění lze dále využít k řešení obtížných situací a k aplikaci různých praxí péče v souladu s principy léčby šité na míru potřebám.

### Organizace
V modelu Otevřeného dialogu okamžitě reaguje tým odborníků na žádost osoby nebo rodiny v krizi o psychiatrickou pomoc. Setkání s rodinou a klíčovými členy jejich okolí (přátelé, sousedé) se uskuteční nejpozději do 24 hodin, a to obvykle v místě, jež si rodina sama vybere. Tým zůstává přidělen k případu po celou dobu léčebného procesu, ať už trvá měsíce nebo roky.
Žádné konverzace nebo rozhodnutí týkající se případu nejsou vedeny mimo přítomnost sítě. Hodnocení aktuálního problému, plánování léčby a všechna rozhodnutí jsou činěna v rámci otevřených rozhovorů, které zahrnují pacienta, jeho sociální vztahy a všechny kompetentní osoby. Konkrétní služby (např. individuální psychoterapie, pracovní rehabilitace, psychofarmakologie apod.) lze do léčby postupně začleňovat, avšak jádrem léčebného procesu je průběžná konverzace v rámci terapeutických setkání mezi členy týmu a sítě.

### Během sezení
Setkání jsou organizována s minimem předem stanovené struktury. Na začátku, když jsou všichni účastníci shromážděni v jedné místnosti, profesionální pracovníci nejprve sdílejí informace, které mají k danému problému. Následně facilitátor položí otevřenou otázku, například: „Kdo by chtěl promluvit a jak bychom o tom nejlépe mohli mluvit?“ Otázky nejsou předem připravené – facilitátor reaguje pružně na každé vyjádření a nové otázky tvoří přímo v reakci na předchozí odpovědi účastníků. Konkrétně může částečně citovat pronesenou větu („Řekl jste, že…“) nebo převzít slovníkovou volbu mluvčího. Klíčové je udržovat pomalé tempo procesu, aby byl respektován individuální rytmus a styl komunikace každého účastníka a aby všichni měli prostor vyjádřit svůj názor. Do diskuse se průběžně zapojuje co nejvíce hlasů, jak nová témata přirozeně vyvstávají. Profesionálové mohou vhodným okamžikem navrhnout reflexivní rozhovor s týmem, během nějž členové sítě komentují, co slyšeli. Před závěrem setkání facilitátor vyzve účastníky, zda chtějí něco doplnit. Každé setkání končí shrnutím probraných témat a jasným přehledem rozhodnutí, která již byla přijata nebo která je třeba učinit.
V akutní tísni jsou členové sítě často uvězněni ve strnulých a omezených způsobech chápání a komunikace problémů, které se jich týkají. Během terapeutických setkání členové týmu vyzývají každého účastníka sítě k aktivnímu zapojení, zejména psychotického pacienta. Každý příspěvek je pozorně vyslechnut a reakce na něj probíhá s respektem, otevřeností a autenticitou. Tým současně podporuje vyjadřování emocí ze strany všech zúčastněných.
Rozhovory mezi členy týmu, které probíhají za účasti členů sítě, rozšiřují pohledy všech zúčastněných a pomáhají lépe porozumět jejich prožitkům.

## Vzdělávání
Ve Finsku se Otevřený dialog nevyvinul jako samostatná terapeutická metoda. Částečně to souvisí s postoji vývojářů modelu, kteří považují dialogické setkání za základní složku lidské existence, jež nelze redukovat na standardizovanou nebo patentovanou léčebnou praxi. Místo toho prosazují, aby interakce mezi poskytovateli služeb a osobou v tísni vycházela především z dialogické komunikace, která je v tomto pojetí sama o sobě léčivá. V současné Finsku jsou dialogické přístupy a vztahová péče částečně integrovány do univerzitních programů párové a rodinné terapie, které opravňují k získání titulu psychoterapeuta. Při zavádění modelu v regionu Länsi-Pohja prošlo více než 80 % pracovníků v oblasti duševního zdraví výcvikem v rodinné nebo individuální psychoterapii, což jim umožnilo používat profesní označení psychoterapeut. Tento výcvik, probíhající paralelně s jejich běžnou prací, měl za cíl sjednotit praxi podle sdílených psychoterapeutických principů. Implementace původního modelu v regionu Länsi-Pohja byla podpořena místními rozvojovými a výzkumnými projekty, které optimalizovaly alokaci a organizaci zdrojů pro úspěch péče. Odborníci naznačují, že slibné výsledky léčby částečně odrážejí právě tento systematický rozvoj a výzkum, nikoli pouze efektivitu konkrétně definované metody.
Podobně jako v Länsi-Pohja se model péče založený na otevřeném dialogu začal vyučovat mimo Finsko jako samostatný vzdělávací program. Například ve Spojených státech vzniklo kolem tohoto modelu několik soukromých vzdělávacích organizací. Stále však není jasné, jakou roli hrálo vzdělávání, organizace služeb či širší změna myšlení při zavádění a účinnosti této praxe. Etnografické studie zaměřené na objasnění této otázky byly v posledních letech zahájeny v několika zemích.

## Hodnocení
Studie z roku 2006 publikovaná Jaakkem Seikkulou a kolegy, která zahrnovala pětileté sledování osob s prvním výskytem neafektivní psychózy v Západním Laponsku, umožnila srovnání skupiny 33 osob před zahájením léčby metodou Otevřeného dialogu se skupinou 42 osob léčených touto metodou. U druhé skupiny bylo pozorováno zkrácení doby psychotických projevů bez léčby, méně hospitalizačních dnů a snížení počtu rodinných setkání.
Výsledky řady studií jsou následující:
- V pětileté následné studii z roku 2006 se ukázalo, že 83 % pacientů se vrátilo k práci, studiu nebo hledalo zaměstnání, aniž by potřebovali čerpat podporu pro osoby se zdravotním postižením. Podle stejné studie 77 % pacientů již nemělo žádné zbytkové psychotické příznaky.[23]
- Pacienti léčení přístupem Otevřeného dialogu jsou hospitalizováni méně často a pouze 3 % z nich potřebovala antipsychotika, což je v ostrém kontrastu se 100 % kontrolní skupiny.[23]
- Po dvouletém sledování 82 % pacientů již nemělo žádné nebo jen mírné a navenek nepatrné příznaky psychózy, ve srovnání s 50 % v kontrolní skupině.[23]
- Pacienti v Západním Laponsku dosahují lepšího pracovního postavení – 23 % z nich žije s příspěvkem pro osoby se zdravotním postižením ve srovnání s 57 % v kontrolní skupině.[23]
- Podle studie z roku 2003 docházelo k relapsům u 24 % případů s Otevřeným dialogem ve srovnání s 71 % v kontrolní skupině.[23]

Tyto pozitivní výsledky lze možná vysvětlit zkrácením doby neléčené psychózy (DUP) v Západním Laponsku, kde systém zdůrazňuje okamžitou reakci na akutní obtíže ještě předtím, než přerostou v chronické stavy.
Finský přístup nestojí na jediném zásahu, ale na souboru principů a praktik. Integruje také další metody a péči přizpůsobenou potřebám, což ztěžuje izolaci faktorů zodpovědných za jeho úspěch v daném regionu.
Tento koncept péče o duševní zdraví by měl být ideálně hodnocen spolu s veřejnými politikami, které podporují zapojení rodin a uživatelů služeb s cílem dosáhnout uzdravení.
Ačkoli pilotní projekty od 80. let ukazují zlepšenou sociální reintegraci a sníženou potřebu medikace, systematický přehled akademických studií z roku 2018 dospěl k závěru, že „jsou zapotřebí další výzkumy v reálném prostředí, abychom pochopili, jak a proč [Otevřený dialog] funguje“, přičemž zdůraznil, že „většina studií měla silná zkreslení a nízkou kvalitu“.
Kniha „Otevřený dialog pro psychózu: Organizace služeb duševního zdraví s prioritou dialogu, vztahu a smysluplnosti“ („Open Dialogue for Psychosis: Organising Mental Health Services to Prioritise Dialogue, Relationship and Meaning“), kterou editovali Putman a Martindale, vyšla v roce 2021. Zahrnuje kapitoly o dlouhodobých randomizovaných kontrolovaných studiích, které jsou v současnosti realizovány ve Velké Británii, Itálii a Dánsku s cílem vytvořit důkazovou základnu pro Otevřený dialog v těchto národních zdravotních službách. Projekty jsou financovány granty Národního ústavu zdraví (NIH) ve Velké Británii a ministerstvem zdravotnictví v Itálii. Ve Velké Británii se pět zařízení NHS účastní kolektivního výcvikového programu pro pracovníky klinik a peer pracovníky za účasti uživatelů služeb. V Itálii je do studie zapojeno osm regionálních služeb duševního zdraví.
V Dánsku proběhla studie v pěti municipalitách a v roce 2019 Buus a kolegové publikovali retrospektivní registrovou studii, která srovnávala frekvenci využívání pohotovostních a všeobecných zdravotních služeb mezi mladými lidmi, jimž byla poskytnuta péče metodou Otevřeného dialogu, a těmi, kteří byli léčeni standardními službami. Zjistilo se, že během prvního roku měli lidé z kohorty Otevřeného dialogu zpočátku více kontaktů se zdravotními službami, ale v následujících letech méně. Autoři uzavírají, že „Otevřený dialog je významně spojen s určitým snížením rizika využívání zdravotní péče. Tyto smíšené výsledky by však měly být ověřeny v randomizované studii.“

### Otevřený dialog jako přístup v duševním zdraví založený na lidských právech
Přístup Otevřeného dialogu, zejména pro své dobré výsledky v redukci hospitalizací bez souhlasu a svůj neinstitucionální a nemedikalizující charakter, je považován za souladný s aktuálními diskurzy o lidských právech v oblasti duševního zdraví, konkrétně se Zprávou zvláštního zpravodaje pro právo na dosažení nejvyššího možného standardu fyzického a duševního zdraví Dainia Pūrase. Jeho základní síťová perspektiva usnadňuje kontextuální a vztahové chápání duševní pohody, jak je předpokládáno současnými přístupy k lidským právům. Otevřený dialog vytváří prostor pro vyjádření každého jedince, vzájemný respekt a rovnost, autonomii, stejně jako uznání a zohlednění mocenských rozdílů.

## Výsledky a rozvoj
Model Otevřeného dialogu se rozšířil ve Skandinávii i dalších evropských zemích, jako je Polsko a Itálie, a také ve Spojených státech. Model vyvinutý v New Yorku, který zahrnuje peer pracovníky, inspiroval vznik Peer-supported open dialogue (Otevřený dialog podporovaný peer pracovníky) ve Velké Británii.
Jiné dialogické metody jsou v současnosti testovány i jinde (Ulland, Andersen, Larsen, & Seikkula, 2013).

### Celosvětová implementace
Otevřený dialog se od svého vzniku v Západním Laponsku ve Finsku v 80. letech 20. století výrazně rozšířil. Ve 20. letech 21. století akademické studie uvádějí jeho využití ve více než 24 zemích s významnou koncentrací v Evropě, Severní Americe a Asii. Například v Evropě byl tento přístup implementován v Dánsku, Itálii, Norsku a Řecku, kde multidisciplinární týmy v Athénách dokázaly metodu adaptovat navzdory kulturním bariérám, jako jsou hierarchické profesní normy. Ve Spojených státech sehrály klíčovou roli při přizpůsobení modelu spolupráce mezi University of Massachusetts a University of New Mexico, které do něj začleňují peer specialisty a přístupy zaměřené na uzdravení.
Výzkumy zdůrazňují různé kontexty implementace Otevřeného dialogu po celém světě. Ve Velké Británii proběhla multicentrická randomizovaná kontrolovaná studie, která hodnotila klinickou a ekonomickou efektivitu této metody v rámci Národní zdravotní služby (NHS). Skandinávské země, jako je Dánsko a Norsko, začlenily do svých veřejných systémů duševního zdraví nástroje pro hodnocení věrnosti modelu a mapování sítí. Mezitím mimoevropské regiony, například Japonsko a Čína, zkoumají tento model prostřednictvím spolupráce s americkými institucemi. Austrálie a Nizozemsko rovněž zahájily vzdělávací programy, přičemž nizozemské studie kladou důraz na organizační změny směrem k péči zaměřené na člověka. Tyto mezikulturní adaptace často vyžadují vyvážení základních principů – například tolerance k nejistotě nebo polyfonního dialogu – s místními systémovými potřebami. V Německu se Otevřený dialog uplatňuje v různých zařízeních duševního zdraví, ačkoli jeho plné zavedení naráží na výzvy kvůli fragmentované struktuře německého systému péče o duševní zdraví.
Jižní a východoevropské země také přijaly Otevřený dialog s odlišnými adaptačními modely. Oddělení duševního zdraví v Caltagirone v Itálii integrovalo Otevřený dialog do systémů péče založených na traumatu. Projekt HOPEnDialogue, mezinárodní studie koordinovaná Institutem kognitivních věd a technologií Italské národní rady pro výzkum, si klade za cíl propojit výzkumné projekty o Otevřeném dialogu po celém světě a hodnotit jeho implementaci v různých zemích. Lotyšsko a Řecko zavedly tento přístup prostřednictvím akčních výzkumných projektů financovaných EU, přičemž Athény hostily pilotní denní centrum. Portugalsko zahájilo snahy o celostátní implementaci Otevřeného dialogu s plány na školení klíčových členů týmů a realizaci pilotních studií.

### V České republice
Otevřený dialog se v České republice postupně implementuje od druhé dekády 21. století, přičemž klíčovou roli hrají organizace jako Zahrada 2000 v Jeseníku či Ecce Homo Šternberk. Otevřený dialog se v Česku rozvíjí zejména v rámci terénních týmů a nově vznikajících Center duševního zdraví. Významným impulsem byla spolupráce s norskými experty, kteří poskytli školení a supervize českým pracovníkům. Implementace probíhá skrze multidisciplinární týmy složené ze sociálních pracovníků, psychiatrů, peer pracovníků a dalších odborníků, kteří společně facilitují otevřená fóra s klienty a jejich blízkými. Organizace Ecce Homo Šternberk jako první zavedla tuto metodu do sociálně aktivizačních služeb pro rodiny s dětmi.
Přestože systém sociálních služeb neklade zásadní překážky, otázkou zůstává, zda rámec sociálních služeb omezuje klíčové aspekty otevřeného dialogu, jako je primární zaměření na sociální sítě a responzivní naslouchání jako hlavní pracovní metodu. Pro sociální práci to představuje tři výzvy: přechod od individualizovaného pojetí klienta k vztahové perspektivě, vytváření nových řešení skrze zapojování více hlasů a upřednostňování přítomného okamžiku před vlastními či donorskými agendami.

### Ve Francii
Ve Francii je implementace Otevřeného dialogu zatím v počáteční fázi, ale v různých regionech země se objevují slibné iniciativy. V Marseille probíhá významný experiment ve čtyřech mimonemocničních službách AP-HM (veřejné nemocnice v Marseille) a v rámci sdružení Just, které provozuje Lieu de répit (místo pro oddech) – alternativu k hospitalizaci pro osoby v krizi. Tato iniciativa, nazvaná Odamars (Open Dialogue à Marseille neboli Otevřený dialog v Marseille), je podporována nadací Fondation de France a jejím cílem je zapojit 60 uživatelů služeb a 60 pečujících osob po dobu 6 měsíců. Cílem je podpořit modelování tohoto přístupu v každé službě i mezi nimi a zároveň ověřit francouzskou adaptaci metody. Tento společný akční výzkum umožní zhodnotit efektivitu Otevřeného dialogu ve francouzském kontextu a přizpůsobit metodu místním specifikám.
Kromě toho jsou ve Francii v plném proudu vzdělávací snahy a aktivity na zvyšování povědomí, které mají rozvíjet přístup Otevřeného dialogu. Asociace U_P uspořádala v květnu 2022 v Paříži konferenci s profesorem Jaakkem Seikkulou, jedním z průkopníků Otevřeného dialogu. Tato asociace také zřídila vzdělávací instituci, jež ve spolupráci s finskými lektory nabízí v Paříži první úroveň výcviku v Otevřeném dialogu. Tento výcvik je otevřený pro profesionály, blízké osoby a zainteresované jedince a jeho cílem je šířit principy a praxi Otevřeného dialogu ve francouzském systému péče o duševní zdraví. Tyto iniciativy ukazují na rostoucí zájem o Otevřený dialog ve Francii a snahu integrovat tento přístup do místní praxe v oblasti duševního zdraví.

### Implementační výzvy
Výzvy implementace jsou dobře zdokumentovány v akademické literatuře. Zahrnují obtíže při propojování teorie s praxí, zvládání nejistoty a opouštění tradičních profesních rolí. Pracovníci v oblasti duševního zdraví často zápasí s přijetím pozice neodborníka a udržením postoje „nevědění“, což může vést k nižší účasti a pochybnostem o modelu. Akční výzkumný projekt v Řecku odhalil potíže se sladěním teoretických principů s praxí, zejména udržování dialogických procesů pod časovým tlakem a tváří v tvář institucionálnímu odporu. Kromě toho je Otevřený dialog náročný na zdroje – mimo jiné kvůli potřebě specializovaného výcviku a organizačních restrukturalizací – což brání jeho rozsáhlému přijetí. Kulturní adaptace jsou nezbytné, neboť přístup nemusí korespondovat s rodinnými dynamikami nebo společenskými očekáváními, zejména v kontextech s důrazem na autoritu profesionálů.

### Otevřený dialog v roce 2020
V roce 2019 navrhla oficiální revue World Psychiatry Světové psychiatrické asociace, že by se psychiatrie měla v reakci na neznámou etiologii závažných duševních poruch, dlouhodobě nepříznivou prognózu a obtíže ve vývoji léčebných metod vzdát mechanických terapeutických a výzkumných strategií. Místo toho by se měla zaměřit na přístupy založené na studiích z reálného prostředí, které více zohledňují složitost interakcí mezi psychickými, sociálními a fyzickými dimenzemi a jejich propojení s každodenními životními událostmi. Autoři uvádějí, že přístupy inspirované Otevřeným dialogem lze chápat jako příklad praxe směřující k rozvoji služeb „zdola“, s přihlédnutím k místním potřebám a zdrojům. V současnosti je účinnost těchto praktik předmětem výzkumů v Nizozemsku. Vývoj modelu Otevřeného dialogu a navazujícího systému služeb je v souladu s doporučením OSN, podle něhož by se rozvoj péče o duševní zdraví měl kromě tradičních ukazatelů účinnosti opírat také o respektování lidských práv, jako je svoboda projevu, zohledňování osobních zkušeností a právo na sebeurčení. Jak v regionu Länsi-Pohja (nemocniční okres v Západním Laponsku), tak jinde byla praxe péče šité na míru potřebám a Otevřený dialog spojovány s vyšší spokojeností pacientů a pocitem, že jsou lépe pochopeni. Proces zavedený prostřednictvím Otevřeného dialogu byl však někdy vnímán jako emočně náročný. Je zapotřebí dalšího výzkumu, který prozkoumá další potenciální nežádoucí účinky této praxe.
Důkazy z kontrolovaných a randomizovaných studií o účinnosti modelu péče založeného na otevřeném dialogu zůstávají omezené. Pro zajištění reprodukovatelnosti modelu a jeho terapeutických výsledků byla stanovena podrobnější kritéria definující jeho obsah. Na tomto základě v současnosti probíhá několik mezinárodních studií hodnotících efektivitu otevřeného dialogu.
Ve Velké Británii vede NHS (Národní zdravotní služba) studii ODDESSI (2017–2022), randomizovaný kontrolovaný projekt zaměřený na měření dopadu modelu. První recenzované publikace se očekávají v průběhu 20. let 21. století. Předběžné výsledky z pilotní fáze se ukázaly jako povzbudivé, a to jak z hlediska klinických výsledků, tak spokojenosti pacientů.
Souběžně s tím zahájil v roce 2019 Italský institut pro výzkum kognitivních věd mezinárodní projekt HOPEnDialogue. Cílem tohoto programu je do konce desetiletí shromáždit údaje o dialogických postupech péče zaváděných po celém světě a o jejich účinnosti. Model navíc stále více začleňuje prvky peer podpory a psychofyzické přístupy.
V roce 2021 zahrnula Světová zdravotnická organizace (WHO) model péče založený na otevřeném dialogu do svých nových směrnic, které mají za cíl podporovat orientaci na zotavení a zajistit dodržování lidských práv v péči o duševní zdraví. Tyto směrnice zdůrazňují, že výzkum a rozvoj modelů, jako je Otevřený dialog, by měly být v budoucnu ústředním bodem globálního úsilí o transformaci péče o duševní zdraví.

## Kritika
Adaptace Otevřeného dialogu v jiných systémech péče, jako například ve Spojených státech, by vedla k nákladům, které by pojišťovny obtížně pokrývaly, nicméně jsou zvažovány vzhledem k dlouhodobým úsporám.

## Kultura a společnost
- Daniel Mackler, režisér s minulostí v psychoterapii,[58] natočil v roce 2014 dokument o praxi Otevřeného dialogu v oblasti Západního Laponska ve Finsku. Tento snímek lze zhlédnout na YouTube, kde je opatřen titulky v 22 jazycích. Česká verze titulků je mezi nimi také k dispozici.[59]

### Vnější odkazy
- Open Dialogue : A collection of resources on Open Dialogue and Open Dialogue practices, willhall.net (anglicky)
- Mary Olson on Dialogic Practice and the Open Dialogue Method, dialogicpractice.net (anglicky)
- Představení Jaakka Seikkuly a jeho rukopisů, taosinstitute.net (anglicky)
- Sekce "Zdroje" na anglické webové stránce "Developing Open Dialogue". (anglicky)
- Oficiální stránka Otevřeného dialogu. (anglicky)
- Dokument o Otevřeném dialogu v Západním Laponsku od Daniela Macklera, s českými titulky a původní verze.